# Rechnungshof der Freien Hansestadt Bremen
Der Rechnungshof der Freien Hansestadt Bremen ist gemäß Artikel 133a der Landesverfassung der Freien Hansestadt Bremen eine unabhängige, oberste Landesbehörde.

## Aufgaben
Der Rechnungshof prüft und überwacht die Haushalts- und Wirtschaftsführung des Landes Bremen und der Stadtgemeinde Bremen.
Zurzeit (2016) ist der Rechnungshof in der Birkenstraße 20/21 untergebracht.

## Rechtsgrundlage
Die Bremische Bürgerschaft wählt die Mitglieder. Sie sind richterlich unabhängig und nur dem Gesetz unterworfen.
Die wesentlichen Rechtsgrundlagen für die Arbeit des Rechnungshofs
- Art. 133a Landesverfassung der Freien Hansestadt Bremen
- Gesetz über die Grundsätze des Haushaltsrechts des Bundes und der Länder
- Haushaltsordnung (LHO) der Freien Hansestadt Bremen
- Gesetz über die Rechnungsprüfung in der Freien Hansestadt Bremen

## Bisherige Präsidenten
- Richard Karl Hartmann (1964–1983)
- Karl-Joachim Quantmeyer
- Hartwin Meyer-Arndt
- Lothar Spielhoff (1998–2009)
- Bettina Sokol (2009–2024)
- Imke Sommer (seit 2024)